# Ahmad ibn Tulun
Aḥmad ibn Ṭūlūn (in arabo أحمد بن طولون‎?; Baghdad, 20 settembre 835 – al-Qata'i', 10 maggio 884) è stato un emiro turco che resse autonomamente l'Egitto nel corso del IX secolo.

## Gioventù
Figlio d'uno schiavo comperato dal wālī di Bukhara per il califfo abbaside al-Maʿmūn per essere poi avviato alla carriera delle armi e liberato dal suo patrono che lo fece capo della sua guardia personale (haraṣ), Aḥmad ricevette un'ottima educazione non soltanto nelle materie militari, alla cui carriera era stato anch'egli destinato dal padre, ma nelle materie giuridico-teologico-letterarie che all'epoca servivano a qualificare l'uomo veramente raffinato e destinato a importanti funzioni pubbliche.
La sua occasione per fare davvero carriera la ebbe nell'accompagnare nell'866 verso il suo luogo di esilio (e di morte) il deposto califfo al-Mustaʿīn, che lo aveva voluto nella sua guardia. La sua leale solidarietà con l'illustre prigioniero (di cui ben conosceva la sentenza di morte comminatagli dal gruppo di potere turco che ne aveva provocato la rovina, al contrario dell'interessato che s'illudeva invece di essere risparmiato) fu apprezzata non solo dallo sfortunato giovane al-Mustaʿīn ma anche dall'ambiente più sano di Sāmarrāʾ, all'epoca capitale califfale.
Il successore di al-Mustaʿīn, al-Muʿtazz, affidò nell'868 al turco Bayākbāk in appannaggio l'Egitto, non potendo pagarle in contanti i suoi servigi e quelli, più importanti, delle sue truppe, destinate a proteggere gli interessi califfali. All'epoca le difficoltà di pagare con regolarità il sovradimensionato esercito califfale avevano indotto i califfi a cercare di pagare "in natura" i comandanti delle truppe alle quali essi dovevano versare con puntuale regolarità il soldo, incline com'era quest'ultima a non accettare il minimo ritardo, pena l'insurrezione.
Nacque così l'usanza di affidare territori più o meno vasti alla personale disponibilità di comandanti militari che non si sarebbero altrimenti potuti in alcun modo pagare e Bayākbāk era uno dei più potenti "signori della guerra" turchi di Sāmarrāʾ.
L'Egitto era all'epoca in condizioni economiche tutt'altro che floride ma le sue ricchezze naturali costituivano pur sempre un potenziale cespite di ricchezza non indifferente per quanti fossero stati chiamati a sfruttare senza ritegno il Paese. L'usanza però per i generali turchi era quello di non recarsi personalmente nei loro nuovi feudi, per il fondato timore di perdere rapidamente qualsiasi potere nel centro dell'impero islamico. Si mandavano semplicemente in loro vece incaricati, la cui funzione era né più né meno quella di introitare senza remora il massimo di ricchezze.
Bayākbāk aveva sposato la madre di Aḥmad ibn Ṭūlūn, che era rimasta vedova. Il patrigno pensò quindi di spedire in Egitto in veste di suo plenipotenziario il figlio adottivo, che si trovava di stanza a Sāmarrāʾ. Aḥmad partì perciò subito per l'Egitto nell'868 e giunse a Fusṭāṭ il 15 settembre.

## La presa di potere in Egitto

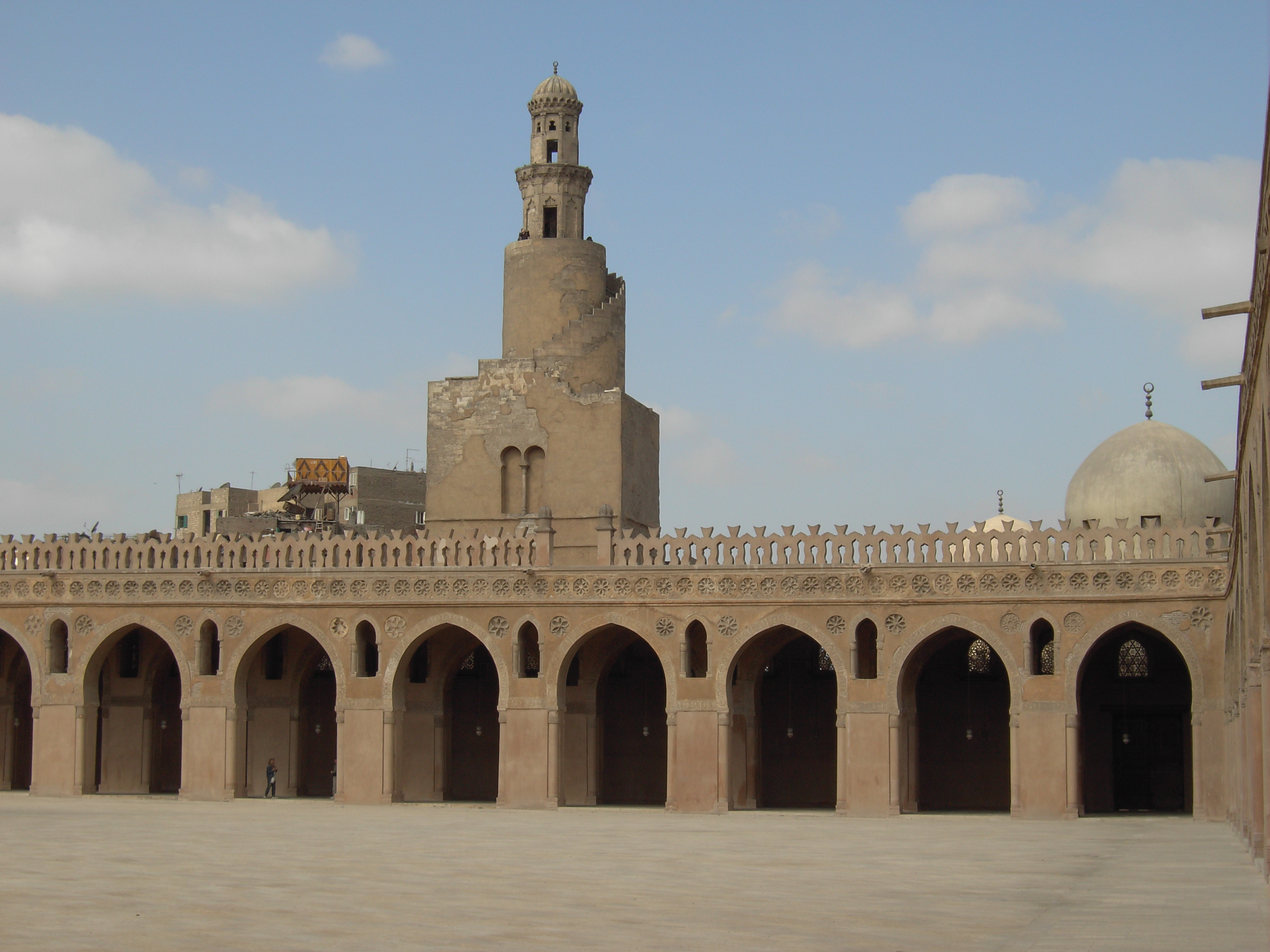
Minareto della moschea di Ibn Tulun (Il Cairo)

La morte improvvisa di Bayākbāk e la nomina in sua vece di Yārjūkh, non mutò la condizione di Ibn Ṭūlūn. Questi anzi poté approfittare d'una ribellione esplosa in Siria di Amājūr, wālī di Palestina, per armare col consenso califfale un esercito multietnico, di berberi, africani di colore, turchi e, ovviamente, egiziani.
L'aver stroncato il moto insurrezionale di Amājūr non comportò la dismissione dell'esercito di Ibn Ṭūlūn e fu con esso che egli prese a intessere una politica interna ed estera di crescente autonomia e, infine, di vera e propria indipendenza, liberandosi dalla pesante tutela dell'incaricato abbaside delle finanze, Ibn Mudabbir.
In questo fu aiutato segretamente dallo stesso califfo al-Muʿtamid, obbligato a subire la capace ed energica reggenza del fratello al-Muwaffaq, sostenuto dall'elemento turco a Sāmarrāʾ e in grado quindi di piegare all'obbedienza i rivoltosi schiavi Zanj che insanguinavano il meridione dello stesso Iraq dove s'erano riusciti a ritagliare un vero e proprio dominio anti-abbaside.
Nel suo piano mirante ad affrancarsi dal califfato, Ibn Ṭūlūn aveva preso a inviare con discrezione doni e numerario al califfo che, per le impellenti emergenze belliche in atto, non poteva contare su un appannaggio per lui soddisfacente. A Ibn Ṭūlūn anzi a un certo punto al-Muʿtamid si rivolse per incassare segretamente i proventi che Ibn Ṭūlūn avrebbe dovuto invece inviare al reggente, che reclamava il sostegno di tutti i governatorati per affrontare convenientemente il gravoso impegno bellico contro gli Zanj. Dei 4,3 milioni di dīnār levati in Egitto, ben 2,2 andarono così al califfo e solo 1,2 ad al-Muwaffaq. Questi, intuendo perfettamente l'inganno ai suoi danni, tentò di rimuovere dalla sua carica Ibn Ṭūlūn ma il sostituto, Mūsā b. Bughā, non poté prendere possesso della carica, restando per 10 mesi bloccato in Siria dal formidabile dispositivo bellico dispiegato eloquentemente da Ibn Ṭūlūn, prima di tornarsene infine nella capitale califfale per l'impossibilità di versare con regolarità il soldo alle sue truppe.
Malgrado la rivolta di suo figlio al-ʿAbbās, punito con il carcere dallo stesso suo genitore, Ibn Ṭūlūn ebbe così il pieno controllo dell'Egitto e di buona parte delle regioni siriane.
malgrado le spese militari influissero per oltre 1 milione di dīnār, il non dover inviare più le imposte incassate alle casse califfali, aprì al suo dominio le porte per una nuova primavera che, dapprima economica, fu poi inevitabilmente anche culturale.

## Le riforme interne

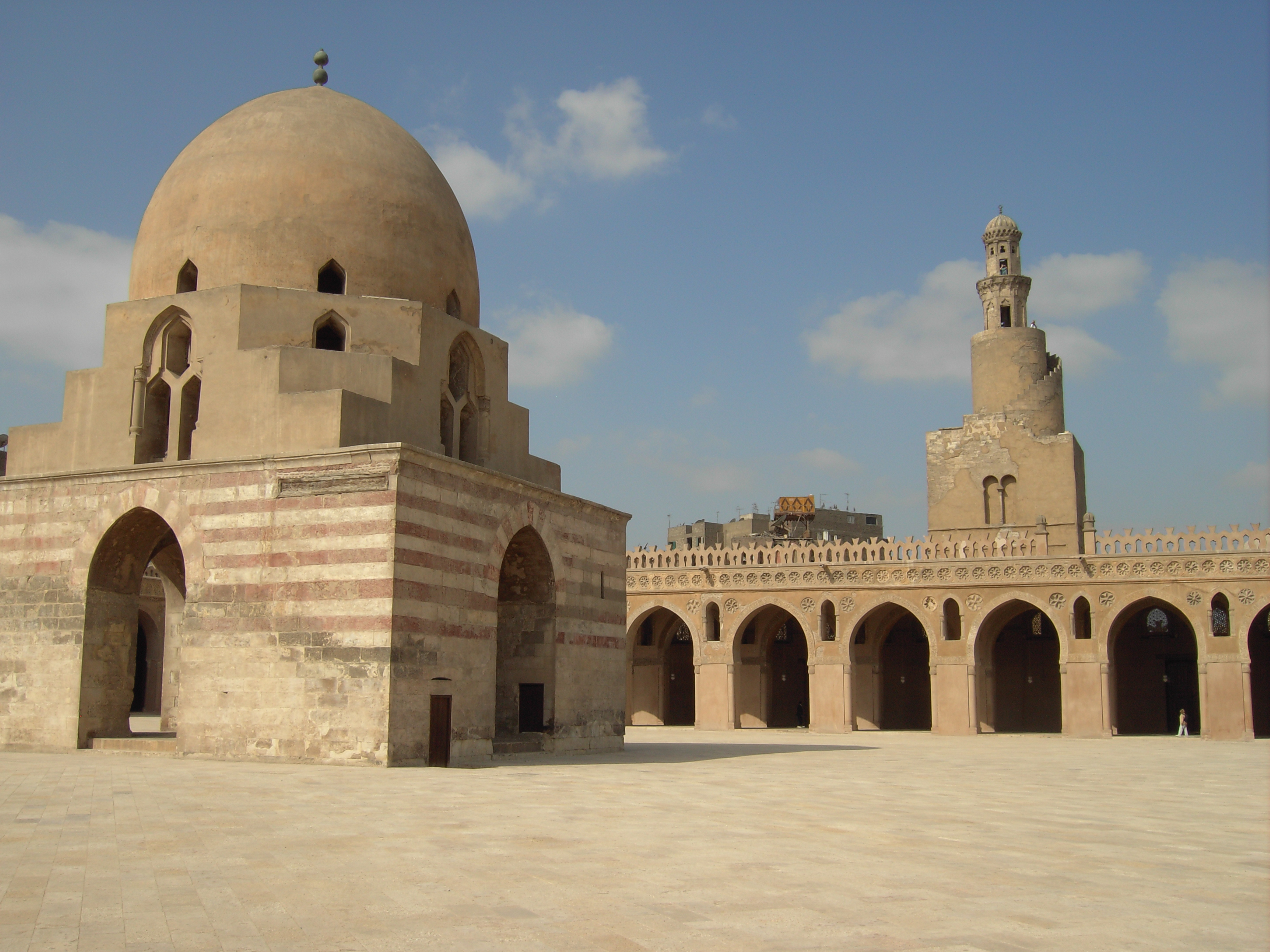
Interno della moschea di Ibn Ṭūlūn (Il Cairo, IX secolo)

Il mancato inoltro di tutte le imposte al Califfo liberò una gran quantità di risorse finanziarie per avviare una profonda riforma dell'agricoltura e dell'economia in genere dell'Egitto e della parte della Siria controllata da Ibn Ṭūlūn. Furono così eretti nuovi sbarramenti idrici e sistemate le antiche canalizzazioni che avevano da sempre consentito all'Egitto di trarre il massimo vantaggio dalle acque del Nilo e dal limo da esso trasportato, dando lavoro a un gran numero di contadini. Fu riformata l'industria tessile e quella estrattiva e fu avviato un ambizioso riassetto urbanistico del paese.

Nella capitale egiziana di al-ʿAskar, Ibn Ṭūlūn decise di edificare una nuova parte di città nella sua parte nord-orientale. Il fatto di ritagliare per i suoi principali collaboratori civili e militari ampi feudi (in arabo iqṭāʿ) fece chiamare questa nuova area al-Qaṭāʾīʿ. In essa si trasferì lo stesso Ibn Ṭūlūn, che volle per sé l'anodino titolo di Sultano (grosso modo "Governante"). Fece costruire una grande moschea che ancor oggi si erge con potente assetto al Cairo e nei pressi si fece costruire un grandioso Palazzo (oggi non più esistente), che fu chiamato Dār al-imāra, ossia "Sede del comando". Fu anche costruita la moschea dedicata a Sayyidā Nāfisa (Nostra Signora Nāfisa), ancor oggi uno dei santuari islamici maggiormente visitati del Cairo. 

Fu anche edificato un ippodromo che, al di là dell'evidente fine ricreativo garantito dal gioco del polo (chawgān), aveva l'importante funzione di mantenere ben allenati i cavalieri che costituivano la truppa d'élite dell'esercito sultanale. Un ospedale ( bimāristān ) completò il quadro degli impianti a forte valenza sociale, mentre all'interno del palazzo sultanale fu attrezzato un ṭirāz in cui venivano prodotti beni ad altissima utilità marginale (carta, stoffe di pregio e la stessa kiswa destinata a coprire la Kaʿba di Mecca.

Il tutto fu arricchito da una vegetazione lussureggiante, grazie a un abbondante sistema d'irrigazione.
Gli investimenti e il flusso di valuta garantirono un elevato livello di occupazione che, unito alla stabilità della moneta, innescò un circuito virtuoso economico-produttivo, tale da far diventare l'Egitto un paese nuovamente ricco. L'abbondante produzione calmierò il mercato dei prezzi (specialmente del grano), garantendo l'autosufficienza al Paese
L'Egitto conosceva così una significativa rinascita, dopo i secoli di semi-abbandono seguito alla decadenza del dominio romano.
L'esercito ricevette la massima cura e con esso il Sultano poté resistere ai tentativi abbasidi di prendere nuovamente il controllo politico ed economico del Paese.

## La politica estera
Dal momento che l'"uomo forte" del califfato, al-Muwaffaq, era totalmente impegnato nel tentativo di domare la devastante insurrezione servile degli Zanj, Ibn Ṭūlūn accelerò il suo piano indipendentistico. Dopo che l'inviato califfale, Mūsā b. Bughā, era dovuto tornare a Sāmarrāʾ senza essere riuscito a ridurre all'obbedienza il nuovo signore d'Egitto e Siria, Ibn Ṭūlūn provò a dissestare i precari equilibri interni del califfato volgendoli a suo personale favore. Cominciò intanto ad affiancare il suo nome a quello del califfo nella khuṭba che si teneva in ogni moschea nel corso della preghiera di mezzogiorno del venerdì e, nell'882, si spinse ad offrire segretamente ospitalità al califfo al-Muʿtamid che, in dissapore col fratello al-Muwaffaq, fu invitato a raggiungerlo in Egitto, dove Aḥmad allestì una sontuosa residenza adatta a riceverlo.

Al-Muwaffaq però, allertato dal suo wālī della Jazīra, Isḥāq b. Kundāj, intercettò al-Muʿtamid e lo fece tornare a Sāmarrāʾ e a nulla valse la convocazione di una corte di dotti da parte di Ibn Ṭūlūn, incaricata di dichiarare illegittima quella "tutela" califfale, ancorché fraterna, e la liceità di un jihād in grado di riportare il califfato alla sua piena legalità. A risolvere la situazione non fu tanto l'ordine impartito da al-Muwaffaq, che reagì disponendo che da ogni minbar delle moschee fosse maledetto il nome del sultano ribelle, perché di lì a poco Aḥmad b. Ṭūlūn si ammalava, per morire in seguito il 10 maggio 884.
Lasciava i suoi domini nelle mani non molto abili di suo figlio Khumārawayh (l'altro figlio, al-ʿAbbās, che gli si era ribellato e di cui il padre apprezzava le doti, morì nel carcere in cui era stato gettato, per mano del fratello) ma con i forzieri del tesoro particolarmente pieni: 10 milioni di dīnār. Anch'essi inutili però nelle incapaci mani di Khumārawayh per evitare il progressivo tracollo di un sultanato che aveva avuto il suo unico punto di reale forza nella personalità volitiva e sagace del suo fondatore.